# Polyxenus anacapensis
Polyxenus anacapensis är en mångfotingart som beskrevs av Pierce 1940. Polyxenus anacapensis ingår i släktet Polyxenus och familjen penseldubbelfotingar. Inga underarter finns listade i Catalogue of Life.